# Hispamar
A Hispamar é uma empresa brasileira de comunicações via satélite fundada em 2002 pelo Grupo Hispasat e a operadora de telecomunicações Telemar (atual Oi). O lançamento do satélite Amazonas 1 ocorrido em 2004, marcou o início das operações da empresa.
A Hispamar possui um centro de controle de satélites e um teleporto, ambos situados em Guaratiba, na cidade do Rio de Janeiro, além de outras agências regionais que incluem escritórios na Argentina e na Venezuela. A empresa fornece serviços para empresas e entidades governamentais nacionais e internacionais.
O grupo espanhol Hispasat detinha seus 80% das ações. A operadora de telecomunicações brasileira Oi, era a detentora dos demais 20%. Em dezembro de 2021, a Oi vendeu a totalidade de suas ações na Hispamar Satélite para a Hispasat por R$ 50 milhões.